# Монте Видон Комбате
Мо̀нте Видо̀н Комба̀те (на италиански: Monte Vidon Combatte, на местен диалект Montevidò, Монтевидо) е село и община в Централна Италия, провинция Фермо, регион Марке. Разположено е на 393 m надморска височина. Населението на общината е 469 души (към 2011 г.).
До 2004 г. общината е част от провинция Асколи Пичено, когато участва в новата провинция Фермо.